# Вища школа Ліхтенштейну
Вища школа Ліхтенштейну (нім. Hochschule Liechtenstein) — один з чотирьох центрів вищої освіти Князівства Ліхтенштейн, розташований у місті Вадуц.

## Історія
Для підготовки інженерів у 1961 році був заснований Вечірній технікум Вадуцу (нім. Abendtechnikum Vaduz). У 1988 році технікум був перейменований в «Ліхтенштейнському школу інженерів» (нім. Liechtensteinische Ingenieurschule). У 1992 році статус навчального закладу піднявся до «Ліхтенштейнському інституту прикладних наук» (нім. Fachhochschule Liechtenstein). З 2005 року він носить свою теперішню назву.
У 2008 році статус інституту було підвищено до університетського, і тепер, в рамках Болонського процесу, там ведеться не тільки підготовка бакалаврів і магістрів — з'явилася можливість отримати ступінь Ph.D. Присуджені ступені визнаються країнами-членами ЄС, ЄЕЗ і Швейцарією.

## Структура
У теперішній час у Вищій школі Ліхтенштейну навчається близько 1000 студентів. Школа поділяється на чотири інститути:
- Архітектури та планування
- Підприємництва
- Фінансових послуг
- Економічних інформаційних систем

Вища школа Ліхтенштейну є асоційованим членом Європейського дослідницького центру інформаційних систем.